# The Holy River
The Holy River is een nummer van de Amerikaanse muzikant Prince uit 1997. Het is de tweede single van zijn negentiende studioalbum Emancipation.
Het nummer gaat over spirituele verlichting en over Prince's besluit om Mayte Garcia te trouwen. Het haalde een bescheiden 58e positie in de Amerikaanse Billboard Hot 100. In Nederland moest het nummer het met de 10e positie in de Tipparade doen, en in Vlaanderen met de 4e positie in de Tipparade.